# Miss Tierra 2022
Miss Tierra 2022 fue la 22.ª edición de Miss Tierra. Se llevó a cabo el 29 de noviembre de 2022 en Okada Manila Resort & Casino, Parañaque, Filipinas. Candidatas de 85 países y territorios del mundo compitieron por el título. Al final del evento, Destiny Wagner de Belice coronó a Mina Sue Choi de Corea, como su sucesora.

## Resultados
| Posiciones               | Candidata |
| ------------------------ | --- |
| Miss Tierra 2022         | - Corea del Sur - Mina Sue Choi |
| Miss Tierra - Aire 2022  | - Australia - Sheridan Mortlock |
| Miss Tierra - Agua 2022  | - Palestina - Nadeen Ayoub |
| Miss Tierra - Fuego 2022 | - Colombia - Andrea Aguilera |
| Top 8                    | - Bélgica - Daphné Nivelles - Países Bajos -Merel Hendriksen - Puerto Rico - Paulina Avilés - Zimbabue - Sakhile Dube                                                                                                  |
| Top 12                   | - Brasil - Jéssica Pedroso - Cuba - Sheyla Ravelo - Nigeria - Esther Ajayi - Portugal - Maria Rosado |
| Top 20                   | - Eslovenia - Lea Prstec - Etiopía - Hiwot Kassa - Filipinas - Jenny Ramp - Irlanda - Alannah Larkin - Namibia - Diana Andimba - Noruega - Lilly Sødal - República Checa - Anežka Heralecká - Vietnam - Thạch Thu Thảo |

## Jurado final
- Theresa Mundita Lim – Directora Ejecutiva del Centro ASEAN para la Biodiversidad
- Aaron Kemmer – director ejecutivo, presidente y presidente del directorio, cofundador de Made In Space, Inc.
- Daphne Oseña-Paez – presentadora de televisión y presentadora, presentadora
- Abhisek Gupta – Director General de Mindshare Filipinas
- Thuy Bui – Oficial superior de país Cooperación financiera internacional Grupo del Banco Mundial
- Roel Refran – CEO de la Bolsa de Valores de Filipinas
- Lorraine Schuck – Ex Miss Asia Quest 1979 primera finalista y vicepresidenta ejecutiva, Carousel Productions.

## Candidatas
85 candidatas compitieron por el título:
(En la lista se utiliza su nombre completo, los sobrenombres van entrecomillados y los apellidos utilizados como nombre artístico, entre paréntesis; fuera de ella se utilizan sus nombres «artísticos» o simplificados).
| País/Territorio                 | Candidata                             | Edad | Residencia               |
| ------------------------------- | ------------------------------------- | ---- | ------------------------ |
| Albania                         | Rigelsa Cybi                          | 25   | Tirana                   |
| Argentina                       | Sofía Lara Martinoli                  | 23   | Berisso                  |
| Australia                       | Sheridan Mortlock                     | 22   | Paddington               |
| Austria                         | Katharina Sarah Prager                | 19   | Weitra                   |
| Bélgica                         | Daphné Nivelles                       | 22   | Sint-Truiden             |
| Belice                          | Simone Sleeuw                         | 24   | Cayo Corker              |
| Bielorrusia                     | Liliya Levaya                         | 25   | Minsk                    |
| Bolivia                         | Fabiane Valdivia Zambrana             | 23   | Santa Cruz de la Sierra  |
| Bosnia y Herzegovina            | Dajana Šnjegota                       | 19   | Srbac                    |
| Brasil                          | Jessica Scandiuzzi Pedroso            | 23   | Piracicaba               |
| Bulgaria                        | Anjelina Nateva                       | 26   | Sofía                    |
| Burundi                         | Claudia Lauria Nishimwe Nzirumbanje   | 21   | Buyumbura                |
| Cabo Verde                      | Tayrine da Veiga                      | 24   | Tarrafal                 |
| Camerún                         | Prandy Noella Tenneh Lambi            | 22   | Duala                    |
| Canadá                          | Jessica Victoria Cianchino            | 23   | Markham                  |
| Chile                           | Daniela Soledad Riquelme Gutiérrez    | 22   | Los Ángeles              |
| China                           | Wang Shi Qi                           | 21   | Shanghái                 |
| Colombia                        | Andrea Aguilera Arroyave              | 24   | Medellín                 |
| Corea                           | Mina Sue Choi                         | 23   | Incheon                  |
| Croacia                         | Patricia Hanžek                       | 20   | Vinkovci                 |
| Cuba                            | Sheyla Ravelo Pérez                   | 22   | San Antonio de los Baños |
| Ecuador                         | Susan Brigitte Toledo Arízaga         | 22   | Salinas                  |
| Escocia                         | Marcie Reid                           | 27   | Glasgow                  |
| Eslovenia                       | Lea Prstec                            | 21   | Ptuj                     |
| España                          | Aya Kohen                             | 21   | Sevilla                  |
| Estados Unidos                  | Brielle Simmons                       | 21   | Fort Washington          |
| Estonia                         | Liisi Tammoja                         | 20   | Pärnu                    |
| Etiopía                         | Hiwot Yirga                           | 23   | Adís Abeba               |
| Filipinas                       | Jennylynn Sinead «Jenny» Domingo Ramp | 19   | Santa Ignacia            |
| Francia                         | Alison Carrasco                       | 26   | Toulouse                 |
| Gales                           | Shereen Leigh Brogan                  | 25   | Cardiff                  |
| Ghana                           | Eunice Nkeyasen                       | 23   | Nkwanta                  |
| Grecia                          | Georgia Nastou                        | 25   | Atenas                   |
| Haití                           | Paul Anne Paame Estima                | 21   | Puerto Príncipe          |
| Hong Kong                       | Alison Men Cheung                     | 26   | Yau Tsim Mong            |
| India                           | Vanshika Parmar                       | 18   | Himachal Pradesh         |
| Indonesia                       | Karina Fariza Basrewan                | 26   | Yakarta                  |
| Inglaterra                      | Bethany Rice                          | 27   | Suffolk                  |
| Irak                            | Jihan Majid                           | 20   | Wasit                    |
| Irán                            | Mahrou Ahmadi Kabir                   | 23   | Teherán                  |
| Irlanda                         | Alannah Larkin                        | 18   | Eyrecourt                |
| Japón                           | Manae Matsumoto                       | 25   | Saitama                  |
| Kirguistán                      | Aizhan Chanacheva                     | 23   | Naryn                    |
| Kosovo                          | Vonesa Alijaj                         | 25   | Đakovica                 |
| Laos                            | Tato Jintana Khidaphone               | 23   | Vientián                 |
| Macedonia del Norte             | Anđela Jakimovska                     | 26   | Skopie                   |
| Malasia                         | Kajel Kaur Gill                       | 26   | Ipoh                     |
| Malta                           | Kimberly Pelham                       | 25   | San Julián               |
| Mauricio                        | Jodie Angela Henna Pyndiah            | 23   | Mahébourg                |
| México                          | Indira Pérez Meneses                  | 23   | Veracruz                 |
| Mongolia                        | Nandin Sergelen                       | 18   | Ulán Bator               |
| Montenegro                      | Anđela Drašković                      | 22   | Podgorica                |
| Namibia                         | Diana Andimba                         | 23   | Windhoek                 |
| Nepal                           | Sareesha Shrestha                     | 25   | Patan                    |
| Nigeria                         | Esther Oluwatosin Ajayi               | 27   | Ekiti                    |
| Noruega                         | Lilly Sødal                           | 19   | Kristiansand             |
| Nueva Zelanda                   | Simran Madan                          | 21   | Auckland                 |
| Países Bajos                    | Merel Hendriksen                      | 24   | Kesteren                 |
| Pakistán                        | Anniqa Jamal Iqbal                    | 21   | Lahore                   |
| Palestina                       | Nadeen Ayoub                          | 27   | Ramala                   |
| Panamá                          | Valerie Clairisse Solís Valderrama    | 18   | Ciudad de Panamá         |
| Perú                            | Gianella Paz Pacheco                  | 23   | Callao                   |
| Polonia                         | Julia Baryga                          | 19   | Lodz                     |
| Portugal                        | Maria Beatriz Rosado                  | 21   | Ourém                    |
| Puerto Rico                     | Paulina Nicole Avilés-Feshold         | 22   | Carolina                 |
| República Checa                 | Anežka Heralecká                      | 20   | Jihlava                  |
| República Democrática del Congo | Déborah Abuana Nkumu                  | 28   | Kinsasa                  |
| República Dominicana            | Nieves Irene Marcano Feliz            | 25   | María Trinidad Sánchez   |
| República Eslovaca              | Karolína Michalčíková                 | 23   | Trenčín                  |
| Reunión                         | Thaïs Pausé                           | 27   | Saint-Denis              |
| Rumania                         | Aura Dosoftei                         | 27   | Buzău                    |
| Rusia                           | Ekaterina Velmakina                   | 19   | Moscú                    |
| Senegal                         | Camilla Ndeye Ngoné Diagne            | 24   | Dakar                    |
| Serbia                          | Milica Krstović                       | 19   | Belgrado                 |
| Sierra Leona                    | Shalom Prosperia Ella John            | 20   | Freetown                 |
| Singapur                        | Charmaine Maurice Fallaria Ng         | 23   | Ciudad de Singapur       |
| Sri Lanka                       | Udani Nethmi Senanayake               | 21   | Colombo                  |
| Sudáfrica                       | Ziphozethu «Zipho» Sithebe            | 21   | Durban                   |
| Sudán del Sur                   | Melang Kuol                           | 22   | Abyei                    |
| Tailandia                       | Chawanphat «Spy» Kongnim              | 25   | Lopburi                  |
| Uganda                          | Caroline Ngabire                      | 25   | Kyambogo                 |
| Venezuela                       | Oriana Gabriela Pablos Díaz           | 25   | Caracas                  |
| Vietnam                         | Thạch Thu Thảo                        | 21   | Trà Vinh                 |
| Zambia                          | Joyce Jay Mwansa                      | 26   | Lusaka                   |
| Zimbabue                        | Sakhile Zibusiso Dube                 | 25   | Bulawayo                 |

### Candidatas retiradas
- Camboya - Soriyan Hang
- Guatemala - Eilyn Pamela Lira González
- Honduras - Jennifer Gissel Valladares Rodríguez
- Islas Marianas del Norte - Katherine Maria K. Johnson
- Kazajistán - Anna Glubokovskaya
- Líbano - Ayah Bajouk
- Liberia - Essiana Wade Weah
- Myanmar - Thawn Han Thar
- Paraguay - Macarena Tomas
- Somalia - Hibaq Ahmed
- Túnez - Imen Mehrzi
- Uruguay - Lesly Elizabeth Lemos Martínez

## Datos acerca de las delegadas
- Algunas de las delegadas del Miss Tierra 2022 han participado, o participarán, en otros certámenes internacionales de importancia:
  - Vonesa Alijaj (Kosovo) participó sin éxito en Miss Turismo Internacional 2014 representando a Luxemburgo.
  - Anđela Jakimovska (Macedonia del Norte) participó sin éxito en Lady Universo 2018, Miss Freedom of the World 2019, Miss Friendship Internacional 2019, Miss Europa 2020, Miss Aura Internacional 2022 y Miss Cappadocia 2022, segunda finalista en Super Model Universe 2019, tercera finalista en Miss Summer World 2019, semifinalista en Miss Turismo Metropolitano Internacional 2019 y The Miss Globe 2020 y cuartofinalista en Miss Model of the World 2019.
  - Simran Madan (Nueva Zelanda) participó sin éxito en Face of Beauty International 2018 y fue Miss Teen Tourism Globe 2019 en Miss Teen Tourism 2019.
  - Jessica Cianchino (Canadá) fue segunda finalista en Miss Asia Pacífico Internacional 2019.
  - Valerie Solís (Panamá) fue ganadora de Miss Teenager Universe 2020.
  - Andrea Aguilera (Colombia) fue semifinalista en Miss Mundo 2021.
  - Susan Toledo (Ecuador) fue semifinalista en Miss Eco Internacional 2021.
  - Nieves Marcano (República Dominicana) fue finalista en Reina Internacional del Joropo 2021.
  - Liisi Tammoja (Estonia) y Nadeen Ayoub (Palestina) fueron finalistas en Miss Europa Continental 2022.
  - Paul Anne Estima (Haití) participó sin éxito en Miss Grand Internacional 2022.
  - Karolína Michalčíková (República Eslovaca) participó sin éxito en Miss Universo 2022.
  - Zipho Sithebe (Sudáfrica) fue cuartofinalista en Miss Eco Internacional 2022.
  - Sakhile Dube (Zimbabue) fue cuartofinalista en Miss Supranacional 2023.
- Algunas de las delegadas nacieron o viven en otro país distinto al que representaron, o bien, tienen un origen étnico distinto:
  - Mina Sue Choi (Corea) nació en Australia.
  - Jessica Cianchino (Canadá) y Charmaine Ng (Singapur) tienen ascendencia filipina.
  - Sheyla Ravelo (Cuba) radica en Estados Unidos.
  - Jenny Ramp (Filipinas) es de ascendencia estadounidense.
  - Vonesa Alijaj (Kosovo) nació en Luxemburgo.
  - Kajel Kaur (Malasia), Esther Ajayi (Nigeria) y Simran Madan (Nueva Zelanda) tienen ascendencia india.
  - Anniqa Jamal Iqbal (Pakistán) radica en Dinamarca.
  - Nadeen Ayoub (Palestina) radica en Canadá.
  - Thạch Thu Thảo (Vietnam) tiene ascendencia jemer.
- Otros datos relevantes sobre algunas delegadas:
  - Kajel Kaur (Malasia) y Sareesha Shrestha (Nepal) son doctores en medicina y anfitriones.

## Sobre los países de Miss Tierra 2022

### Naciones debutantes
- Burundi
- Cabo Verde
- Senegal

### Naciones que se retiran de la competencia
- Angola
- Armenia
- Bangladés
- Botsuana
- Camboya
- Crimea
- Dinamarca
- Gambia
- Guadalupe
- Guatemala
- Islas Marianas del Norte
- Italia
- Kenia
- Letonia
- Líbano
- Myanmar
- Paraguay
- Ruanda
- Suecia
- Siria
- Ucrania

### Naciones que regresan a la competencia
Compitió por última vez en 2011:
- Hong Kong

Compitió por última vez en 2013:
- Albania

Compitieron por última vez en 2015:
- Escocia
- Kosovo
- República Democrática del Congo

Compitieron por última vez en 2016:
- Irak
- Namibia
- Palestina

Compitieron por última vez en 2017:
- Etiopía
- Gales

Compitieron por última vez en 2019:
- Corea
- Haití
- Malta
- República Eslovaca
- Sudán del Sur

Compitieron por última vez en 2020:
- Croacia
- Ecuador
- Mongolia
- Pakistán
- Polonia
- Rumania
- Sierra Leona
- Zambia